# Eduardo de Lustonó
Eduardo Lustonó o de Lustonó (Madrid, 1849 - íd., 28 d'abril de 1905) va ser un dramaturg satíric, humorista i periodista espanyol.

## Biografia
Va abandonar els estudis universitaris i es va dedicar amb gran entusiasme al periodisme; va popularitzar el pseudònim de Albillo. Va conrear la sàtira, el pamflet i el conte en prosa i vers, i en el teatre. La seva gosadia li va ocasionar diversos processos i desterraments per delictes "d'impremta": difamació i libel. Aficionat a la literatura eròtica i humorística, va col·laborar a Gil Blas i va editar el Cancionero de obras de burlas provocantes a risa (Madrid: Victoriano Suárez, 1872). Amic de Gustavo Adolfo Bécquer, ajudà Augusto Ferrán a reunir els escrits del poeta per a l'edició clàssica pòstuma de la seva obra. En els seus Recuerdos de periodistas va proporcionar també importants informacions biogràfiques per a la història del periodisme espanyol. Va participar en els dos volums Los españoles de hogaño (Madrid: Victoriano Suárez, 1872) amb els quadres de costums "El zarzuelero" i "El librero de viejo" i, amb Eduardo Bustillo, elaborà l'antologia Galas del ingenio: cuentos, pensamientos y agudezas de los poetas dramáticos del Siglo de Oro: Lope de Vega, Calderón, Alarcón (Madrid: Librería de A. de San Martín, 1879).
Va ser redactor de Fígaro, Doña Manuela, Las Disciplinas, La Iberia, Las Novedades, La Suavidad, La Filoxera, El Buñuelo, La Viña, Los Madriles, Madrid Cómico, La Correspondencia Literaria, Heraldo, Gente Vieja, La Ilustración Española y Americana i Blanco y Negro. Tant treball va afectar seriosament la seva salut.
Va tenir fàcil enginy per improvisar en vers i les seves sàtires en vers van ser justament famoses entre 1880 i 1895. En 1889 va tenir problemes mentals a causa del continu treball en què es veia immers i va ser reclòs en el manicomi del doctor Esquerdo, per la qual cosa es va fer una col·lecta per socórrer a la seva família. Dins del Sanatori del Doctor Esquerdo hi havia un teatre on els interns podien representar obres dramàtiques. Entre les seves obres escèniques figuren Basta de suegros, El hombre feliz, Mercedes... També va escriure pexws en col·laboració amb autors com Eduardo Saco i Miguel Ramos Carrión. Amb el primer, per exemple, va fer La cómico-manía y ¡No más ciegos!; con el segundo Por un agujero, Basta de suegros, Santiago y... a ellas, Manzanos y guindos i Un sarao y una soirée. Amb Miguel Ramos Carrión redactà a més el periòdic El Fisgón. Amb el periodista Antonio Palomero adaptà la peça en tres actes El ciudadano Simón.
Va reunir alguns dels seus contes breus en El Quitapesares, 1870; altres llibres seus són El Hazmerreír, 1871; El libro verde, 1875; La capa del estudiante, 1880: cuentos y también algunos artículos; Cuentos de lo mejor de nuestro Parnaso contemporáneo, 1881; Cancionero de amores, 1903...

## Obres
- Los neos en calzoncillos {1868; amb Agustín Funes}
- ¡No más ciegos!: juguete lírico en un acto {1868; amb Eduardo Saco}
- Belenes, escenas originales de la vida de un soltero: juguete original en tres actos, en verso {1870}
- El quitapesares {1870}
- Lo que vale un cura {1870; amb Agustín Funes}
- El libro azul: comedia en un acto y en prosa {1871}
- La viuda de Rodríguez: comedia en un acto y en prosa {1872}
- El marido: comedia en un acto y en prosa {1873}
- Mercedes: juguete cómico en un acto y en verso {1873}
- Por un agujero: disparate cómico en un acto y en prosa {1873}
- El ciudadano Simón: melodrama en tres actos y en prosa {1874; amb Antonio Palomero; arreglat del francès}
- Mi mujer me engaña: comedia en un acto y en prosa {1874}
- Un David callejero: zarzuela en un acto y en prosa {1874; amb Pedro María Barrera}
- La carcajada: colección de chistes {1874}
- Basta de suegros: comedia en un acto y en prosa {1875}
- En el puño del bastón: parodia en verso, en un acto y dos cuadros {1875}
- El hombre feliz: juguete cómico en un acto y en prosa {1877}
- ¿Quién me compra un lío?: disparate cómico-lírico en dos actos {1877; amb Mondéjar}
- La capa del estudiante: cuentos y artículos de costumbres {1880}
- Los padres nuestros: comedia en dos actos y en prosa {1882; amb Enrique González Bedmar}
- El almanaque de los chistes para 1883 {1882}
- Los inválidos: comedia en dos actos {1887; arreglada del francès amb Valentín Gómez}
- El estrangulado: drama en cinco actos y en prosa {1888; amb Salvador María Granés; arreglo d'una novel·la de Víctor Ducange}
- ¡Santiago y… a ellas!: juguete cómico-lirico en un acto {1888}
- Sustos y enredos: zarzuela en tres actos, escrita sobre el pensamiento de una ópera cómica de Scribe {1888; con Granés}
- La marquesa {1893; arreglada del francès a partir de la obra de Nus y Bellot}
- La Nati: comedia en cuatro actos {1894; arreglada del francès a partir de l'obra de Nus y Bellot}
- Manzanos y guindos: juguete cómico en un acto y en prosa {1894}

### Col·laboracions
- El libro del año {1899; editor Ricardo Benítez de Lugo}
- Novísimo romancero español {editor: Estrada}

### Edicions
- Cancionero de obras de burlas provocantes a risa {1872}
- Flor y nata de Paul de Kock {1877}
- Galas del ingenio: cuentos, pensamientos y agudezas de los poetas dramáticos del Siglo de Oro {1879; coeditat amb Eduardo Bustillo}
- El libro verde: colección de poesías satíricas y de discursos festivos {1879}
- ¡Vivitos y coleando!: cuentos y epigramas picantes de lo mejor de nuestro parnaso contemporáneo {1883}
- Te espero en Eslava tomando café: pasillo cómico lírico en un acto y en verso {1887}
- Cancionero de amores {1903}